# 若林景光
若林 景光（わかばやし かげみつ、1908年2月15日 - 1994年9月30日）は画家。
佐賀県佐賀市出身。長男は洋画家で国画会会員の若林茂熙。次男に洋画家若林夏生。

## 略歴
- 1908年　佐賀県佐賀市に若林彌六の長男として生まれる。佐賀市立勧興小学校、佐賀中学校を卒業。
- 1931年　東京美術学校（現東京芸術大学）日本画科卒業。（同期に東山魁夷、田中一村、加藤栄三、橋本明治らがいる）
- 1939年　大日本美術院展入選。
- 1940年　大日本美術院展入選。
- 1941年　大日本美術院展入選。
- 1942年　朝日新聞美術評論に宇野浩二氏より新人として紹介される。
- 1945年　日本画から油絵に転じる。
- 1973年　この年より、日本アンデパンダン展、平和美術展に毎年出品。
- 1978年　佐賀県民展グランプリ賞受賞。
- 1980年　個展（三彩画廊）
- 1981年　個展（小井画廊）
- 1983年　サロン・ド・ナシオン展に招待出品。
- 1987年　サロン・ド・パリ大賞受賞。
- 1989年　パレ・デ・コングレ賞受賞。
- 1994年　9月30日死去。享年86。
- 1997年　佐賀県立美術館にて回顧展。